# Алексєєв Яків Савович
Яків Савович Алексєєв (25 грудня 1919, Кузьмин — 18 січня 1998, Полтава) — Герой Радянського Союзу, в роки німецько-радянської війни командир кулеметного відділення зведеної групи 1-го гвардійського укріпрайону 28-ї армії 3-го Українського фронту, гвардії сержант.

## Біографія
Народився 25 грудня 1919 року в селі Кузьмин Городоцького району Хмельницької області в сім'ї селянина. Українець. Член КПРС з 1953 року. Закінчив неповну середню школу. З 1935 року працював у колгоспі.
У 1939 році призваний до лав Червоної Армії. У боях радянсько-німецької війни з 1941 року. Воював на Південному, 3-му Українському і 4-му Українському фронтах.
У березні 1944 року війська 28-ї армії перейшли в наступ в районі Миколаєва—Очакова. 15 березня 1944 року кулеметники під командуванням Я. С. Алексєєва успішно форсували Бузький лиман і захопили плацдарм на його правому березі. Закріплюючи успіх, бійці штурмом оволоділи сильно укріпленим пунктом противника на березі Лиману — селом Лупорева Балка.
Гітлерівці підтягнули більше двох полків і контратакували позиції радянських бійців. Воїни за нетривалий час відбили кілька контратак. Але ворог продовжував насідати. Ціною великих зусиль фашистам вдалося вклинитися в позиції групи. Виникла загроза оточення.
У цей критичний момент бою гвардії сержант Я. С. Алексєєв виявив особисту ініціативу і мужність. Під сильним артилерійським та кулеметним вогнем противника він зі станковим кулеметом зайняв відкриту вогневу позицію і почав впритул розстрілювати гітлерівців. Ворог відкрив по ньому мінометний вогонь. Осколком міни був убитий навідник. Але Я. С. Алексєєв зайняв місце біля кулемета і став косити гітлерівців, не даючи їм можливості рухатися вперед. Оточений з усіх боків, Я. С. Алексєєв продовжував стріляти. Його поранило в ногу. Але кулемет не замовкав. Поряд розірвався снаряд. Кулемет був пошкоджений. Я. С. Алексєєв контужений. Тоді зібравши останні сили, він кинув гранату в групу фашистів.
Натхненні подвигом гвардії сержанта, інші воїни кинулися на ворога і розгромили його. У цьому запеклому бою Я. С. Алексєєв особисто знищив близько 50 гітлерівців. Важко пораненого і контуженого Я. С. Алексєєва відправили у польовий госпіталь.
Указом Президії Верховної Ради СРСР від 3 червня 1944 року за зразкове виконання бойових завдань командування і проявлені при цьому мужність і героїзм гвардії сержантові Якову Савовичу Алексєєву присвоєне звання Героя Радянського Союзу з врученням ордена Леніна і медалі «Золота Зірка» (№ 3439).
Після закінчення війни старшина Я. С. Алексєєв демобілізувався. Повернувся в Городоцький район. Працював на цукровому заводі, потім — заступником голови колгоспу в селі Бедриківці. У 1960 році переїхав до Полтави. Працював контролером на одному з промислових підприємств. Вів велику роботу по військово-патріотичному вихованню молоді. Помер 18 січня 1998 року. Похований у Полтаві, на Центральному кладовищі.

## Нагороди
Нагороджений орденами Леніна, Вітчизняної війни 1-го ступеня, медалями.